# Abdías (nombre)
Abdías es un nombre de pila de varón en español. En el Antiguo Testamento hay doce personas con este nombre, de las cuales el más importante es el profeta Abdías.

## Etimología
El nombre Abdías deriva del hebreo עֹבַדְיָה (Obhádhyah), que significa "siervo, servidor o adorador de Dios". Eso es cognado del nombre  árabe `Ubaidallah (Obeidallah).

## Santoral
19 de noviembre: Abdías (profeta).

## Variantes
| Variantes en otras lenguas | Variantes en otras lenguas |
| -------------------------- | -------------------------- |
| Español                    | Abdías                     |
| Árabe                      | `Ubaidallah                |
| Catalán                    | Abdies                     |
| Chino                      | 俄巴底 (É bā dǐ)           |
| Euskera                    | Ati                        |
| Francés                    | Abdias                     |
| Gallego                    | Abdías                     |
| Griego                     | Ἀβδίας (Abdias)            |
| Hebreo                     | עֹבַדְיָה (Obhádhyah)          |
| Húngaro                    | Abdiás                     |
| Inglés                     | Obadiah                    |
| Italiano                   | Abdia                      |
| Japonés                    | オバデヤ (Obadeya)         |
| Neerlandés                 | Obadja                     |
| Polaco                     | Abdiasz                    |
| Ruso                       | Овдий (Obdij)              |